# Shunsuke Mito
Shunsuke Mito (三戸 舜介, Mito Shunsuke), né le 28 septembre 2002 à Yamaguchi au Japon, est un footballeur japonais. Il évolue au poste de milieu offensif au Sparta Rotterdam.

## Biographie

### En club
Né à Yamaguchi au Japon, Shunsuke Mito est formé à la JFA Academy Fukushima avant de rejoindre l'Albirex Niigata en janvier 2021. Le transfert est annoncé dès le 11 septembre 2020. 
Il joue son premier match en professionnel le 27 février 2021, lors de la première journée de la saison 2021 de deuxième division japonaise contre Giravanz Kitakyushu. Il entre en jeu et son équipe s'impose par quatre buts à un.
Lors de la saison 2022, Mito participe à la promotion et au sacre de son équipe en deuxième division, glanant ainsi le premier titre de sa carrière.
Mito joue son premier match en J1 League le 18 février 2023, à l'occasion de la première journée de la saison 2023, contre le Cerezo Osaka. Il est titularisé et les deux équipes se neutralisent (2-2 score final).
En janvier 2024, Shunsuke Mito rejoint le Sparta Rotterdam. Le transfert est annoncé le 21 décembre 2023 et il signe un contrat courant jusqu'en juin 2028.

### En sélection
Shunsuke Mito représente l'équipe du Japon des moins de 16 ans. Il joue six matchs et marque un but avec cette sélection, en 2018.
Avec les moins de 17 ans, Mito est retenu pour participer à la coupe du monde des moins de 17 ans en 2019. Lors de ce tournoi organisé au Brésil il joue trois matchs, tous en tant que titulaire, et son équipe se hisse jusqu'en huitième de finale, où elle est battue par le Mexique sur le score de deux buts à zéro. Ces trois matchs seront les seuls de Mito avec cette sélection.

## Palmarès
Albirex Niigata
- Championnat du Japon de D2 (1) :
  - Champion : 2022.